# Convento de San Bernardo (Salta)
El Convento San Bernardo de la Ciudad de Salta es un templo católico ubicado en el casco céntrico de la Ciudad de Salta.Este edificio es uno de los más antiguos de la ciudad y fue construido a fines del siglo XVI o comienzos del siglo XVII, según lo expresan en 1626 Gómez de los Ríos y el Gobernador Alonso de la Rivera.
Fue declarado Monumento Histórico Nacional el 14 de julio de 1941 por decreto N.º 95687.

## Historia
En un principio fue la ermita de San Bernardo, patrono de la ciudad en sus albores; posteriormente, en 1586, se levantó un edificio contiguo destinado a hospital, bajo el nombre de San Andrés.
Desapareció en el terremoto de 1692. La construcción de esta nueva dependencia fue muy lenta y en 1726 quedó en condiciones de ser nuevamente habilitada.
Con el correr de los años sufrió reiterados inconvenientes y tuvo que cerrar sus puertas, tomando distintos nombres al reabrirlas en 1787 y 1805, para este último año, el 20 de agosto, el hospital reabrió sus puertas bajo la atención de los padres betlemitas.

## Descripción
Con el correr del tiempo, el hospital fue perdiendo importancia, el Presbítero Don Isidoro Fernández, hizo venir de Chile en 1846 unas Monjas Carmelitas Descalzas con el fin de crear un beaterio al que dio el Nombre "Nuevo Carmelo de San Bernardo".
Así, la primitiva ermita y el hospital anexo quedaron convertidos en el Convento de San Bernardo que ha llegado hasta nuestros días.

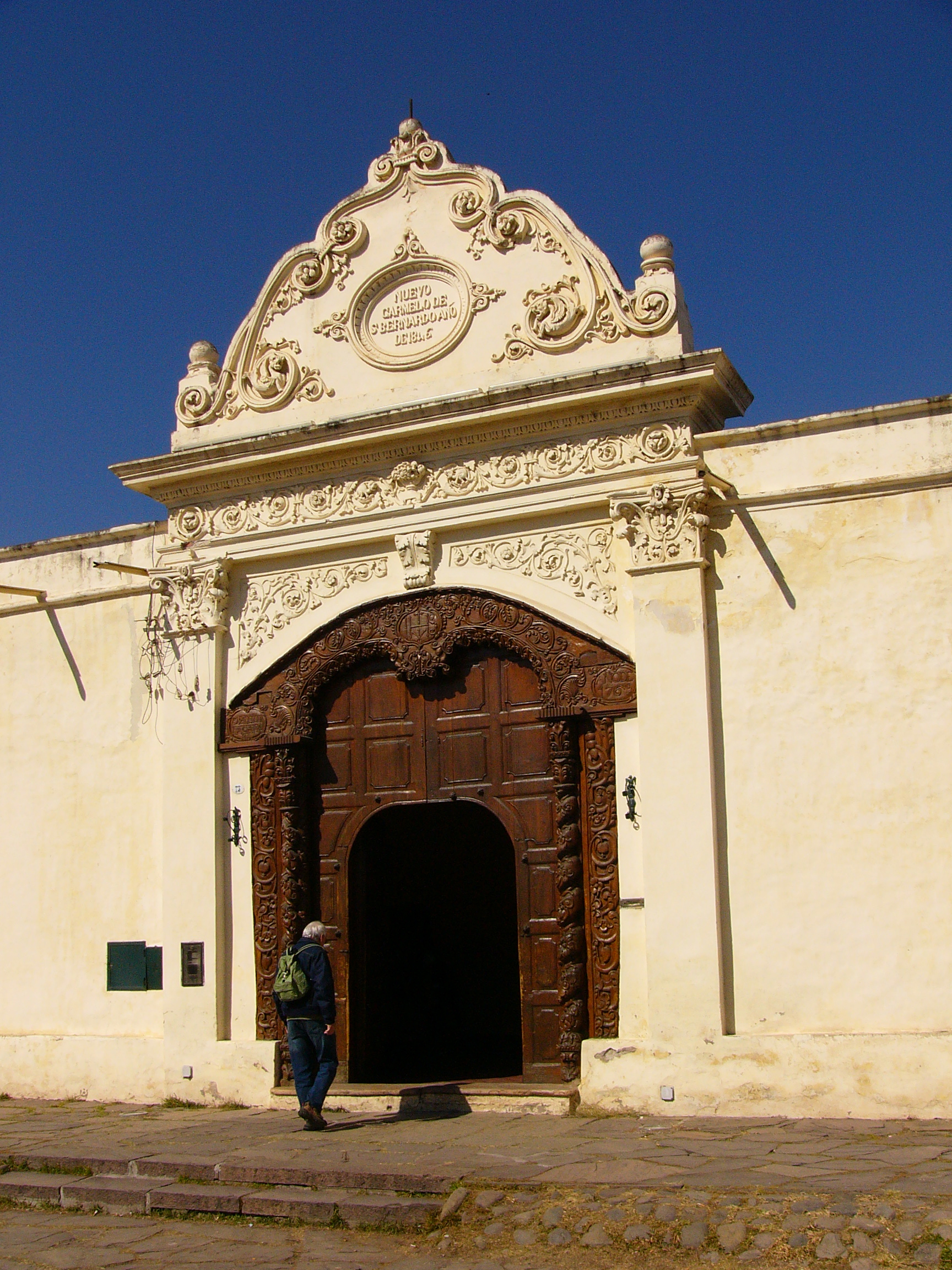
Entrada del convento con puerta tallada en madera de Algarrobo de 1762.

Cuando las monjas se hicieron cargo del convento se clausuró la puerta que servía de entrada al hospital contigua a la capilla y se abrió una nueva portada. La decoración de ésta y las monjas que se realizaron en el frente de la Iglesia, fueron realizadas por el ya nombrado Isidoro Fernández. En la nueva entrada al convento de clausura, se colocó una hermosa puerta que perteneció a la familia de Bernardo de la Cámara.
Esta puerta fue realizada en madera de algarrobo, tallada a mano por los nativos en 1762. Posee jambas compuestas de columnas Salónica que sostienen un curioso dintel de dos arcos, unidos en el centro por motivos de hojas y una tarjeta con la sigla de Cristo. Las laterales son de estructura similar, ubicadas por encima de las jambas que tienen la inscripción "Don Pedro Balentín de la Cámara, año 1762". Fue colocada en el año 1847 y constituye la más pura expresión de su género en el país.

## Enlaces
- Convento San Bernardo Salta Argentina